# Number 1 (album của Big Bang)
Number 1 là album phòng thu tiếng Nhật đầu tiên của nhóm nhạc nam Hàn Quốc Big Bang. Album được phát hành bởi YG Entertainment và Universal Music Japan. Nhiều trong số các bài hát do chính các thành viên của nhóm tự viết lời và soạn nhạc, trong đó đáng chú ý là G-Dragon. Album bao gồm các bài hát trong hai mini album đầu tiên tại Nhật Bản cũng như các bài hát trong mini album thứ ba tại Hàn Quốc. Đáng chú ý là nhóm sử dụng lời tiếng Anh cho các bài hát tiếng Hàn trước đây của họ.

## Danh sách bài hát
| STT              | Nhan đề                        | Phổ lời                                           | Phổ nhạc                                          | Hòa âm                                                   | Thời lượng |
| ---------------- | ------------------------------ | ------------------------------------------------- | ------------------------------------------------- | -------------------------------------------------------- | ---------- |
| 1.               | "Intro"                        |                                                   |                                                   |                                                          | 1:12       |
| 2.               | "Number 1" (tiếng Anh)         | Jimmy Thornfeldt, Martin Hanzen, Mohombi Moupondo | Jimmy Thornfeldt, Martin Hanzen, Mohombi Moupondo | Jimmy Thornfeldt, Martin Hanzen, Mohombi Moupondo        | 3:20       |
| 3.               | "Make Love" (tiếng Anh)        | Kush, Daniel Im, Steve-I                          | Kush, Daniel Im, Steve-I                          | Kush                                                     | 3:37       |
| 4.               | "Come Be My Lady" (tiếng Anh)  | Jimmy Thornfeldt, Martin Hanzen, Mohombi Moupondo | Jimmy Thornfeldt, Martin Hanzen, Mohombi Moupondo | Jimmy Thornfeldt, Martin Hanzen, Mohombi Moupondo, Perry | 2:55       |
| 5.               | "Haru Haru"                    | G-Dragon                                          | G-Dragon, Daishi Dance                            | Daishi Dance                                             | 4:16       |
| 6.               | "With U" (tiếng Anh)           | G-Dragon, Perry                                   | G-Dragon, Teddy, Perry                            | Perry, Teddy, G-Dragon                                   | 3:01       |
| 7.               | "How Gee" (tiếng Anh)          | Big Bang, Perry                                   | Big Bang, Perry                                   | Brave Brothers                                           | 3:15       |
| 8.               | "Baby Baby" (tiếng Anh)        | Perry, Emi K.Lynn                                 | G-Dragon, Brave Brothers                          | Brave Brothers                                           | 3:54       |
| 9.               | "So Beautiful" (tiếng Anh)     | Big Bang, Perry                                   | Perry, Brave Brothers                             | Brave Brothers                                           | 3:38       |
| 10.              | "Remember" (tiếng Anh)         | Yang Hyun Suk, G-Dragon, T.O.P                    | Teddy, Walt Anderson                              | Teddy                                                    | 3:22       |
| 11.              | "Heaven"                       | G-Dragon, Fujibayashi Shoko, Komu                 | G-Dragon, Daishi Dance                            | G-Dragon, Daishi Dance                                   | 3:53       |
| 12.              | "Everything" (tiếng Anh)       | Perry                                             | Perry                                             | Perry                                                    | 3:55       |
| 13.              | "Always" (tiếng Anh)           | Big Bang, Perry, Rina Moon                        | Teddy, Perry                                      | Teddy                                                    | 3:55       |
| 14.              | "Together Forever" (tiếng Anh) | Perry, Big Bang, Komu                             | Jeon Seung Woo                                    | Jeon Seung Woo                                           | 4:02       |
| Tổng thời lượng: | Tổng thời lượng:               | Tổng thời lượng:                                  | Tổng thời lượng:                                  | Tổng thời lượng:                                         | 48:15      |